# Kust till kust-banan

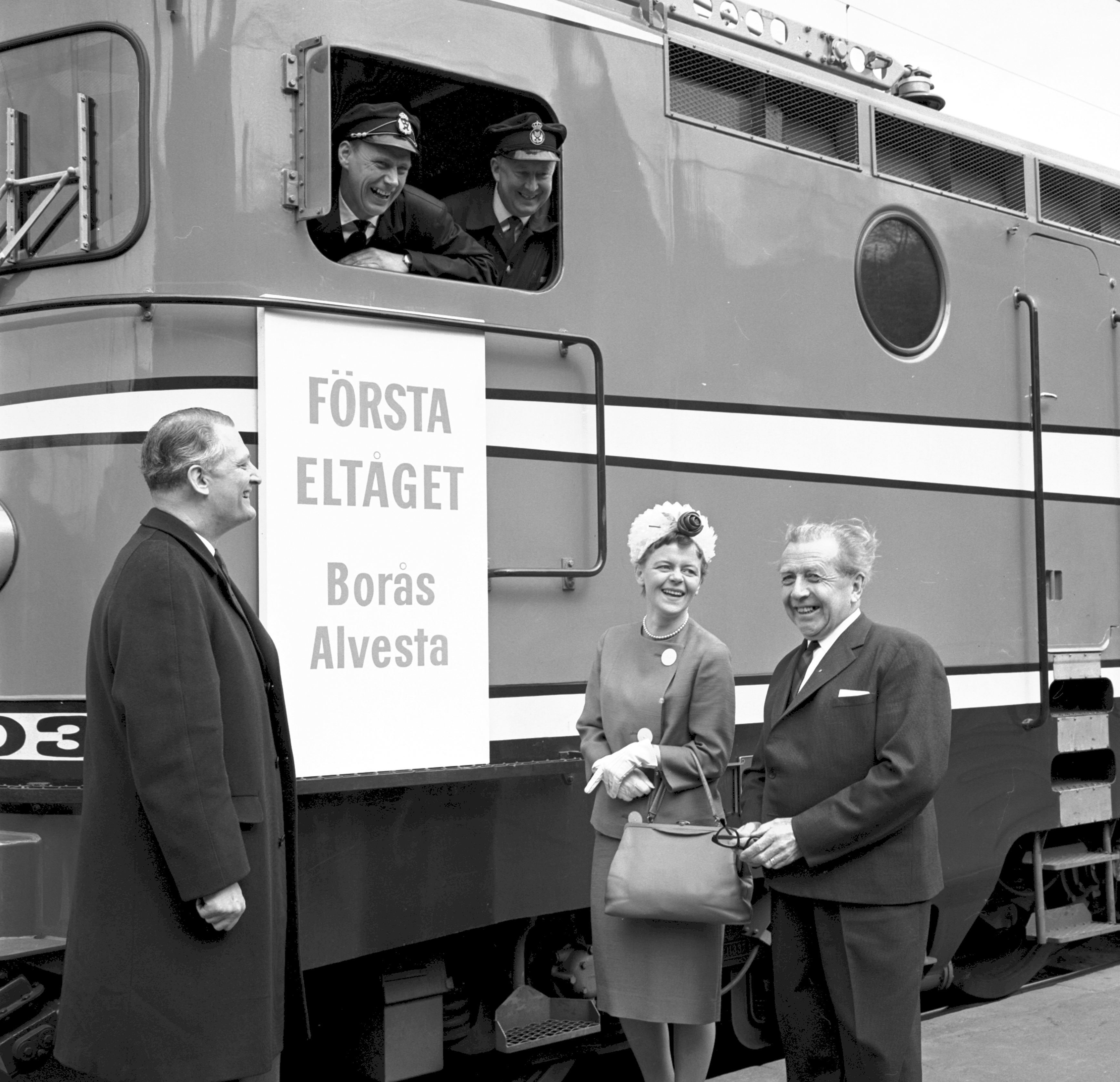
Elektrifieringen av sträckan Borås C–Alvesta togs i drift 1962; här invigningståget på Borås C.

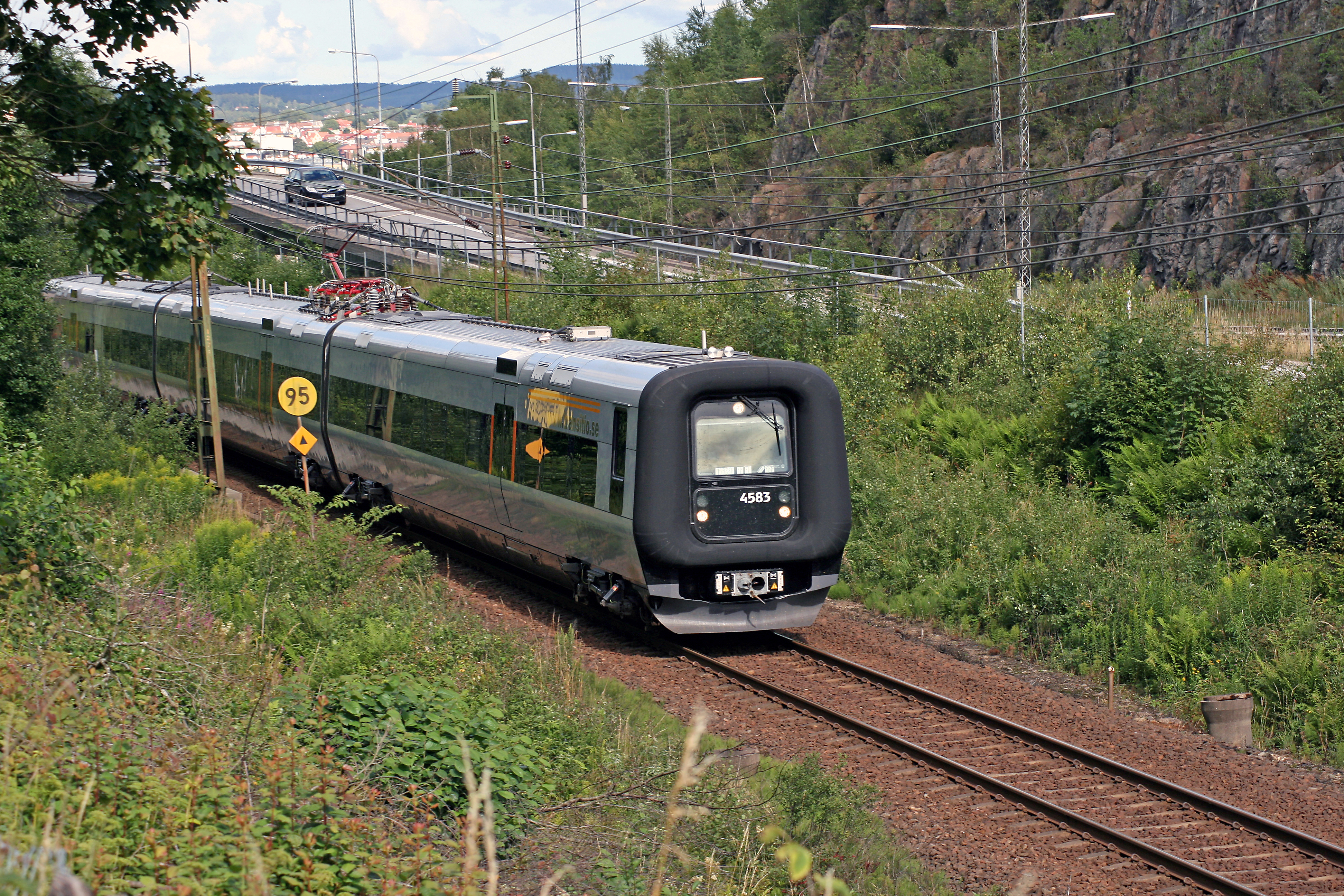
Åren 2002–2007 trafikerades banan med X31 och X32.

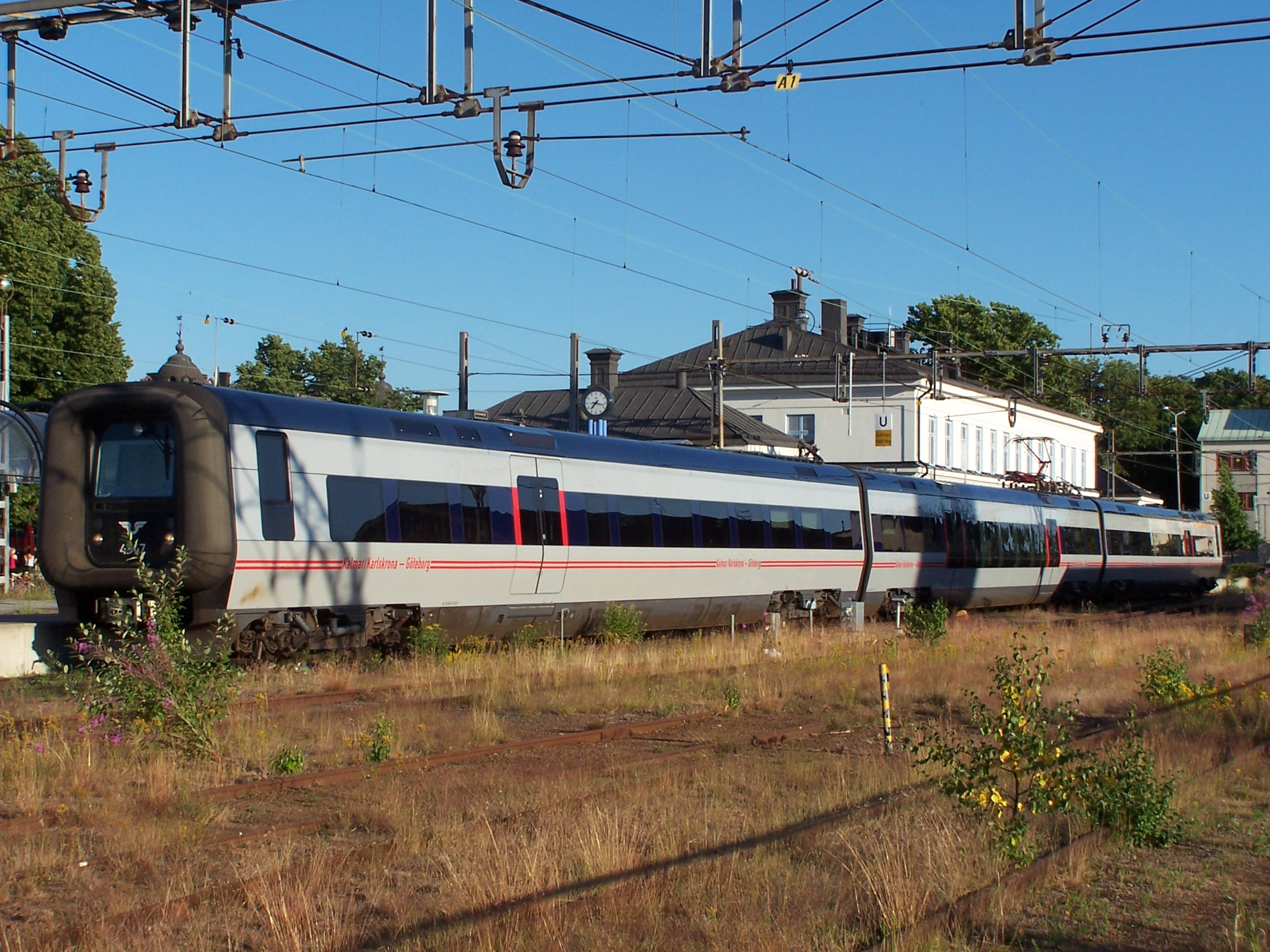
Tågtypen X32 inne på centralstationen i Karlskrona

Kust till kust-banan (förkortas KtK) är en elektrifierad järnväg mellan Göteborg och Kalmar eller Karlskrona. Passagerartrafik över hela sträckningen Göteborg–Kalmar sker med SJ AB:s regionaltåg och på delar av järnvägen trafikerar Västtrafik, Öresundståg och Krösatågen.

## Om banan
Kust till kust-banan har två ändpunkter i sydost, Kalmar och Karlskrona. Förgreningspunkten för dessa två alternativa linjer är Emmaboda. Banan är en viktig matarbana till Södra stambanan i knutpunkten Alvesta. Banan är enkelspårig, elektrifierad och trafikeras både av persontåg och godståg. Banan är cirka 350 kilometer lång från Kalmar i öst till Göteborg i väst. Grenen Emmaboda–Karlskrona är 56 kilometer lång.

## Historia
Järnvägen är byggd i privat regi i ett antal delar,
- Göteborg - Borås järnväg (GBJ) öppnad 1894.[3]
- Borås - Alvesta Järnväg (BAJ) öppnad 1902.[4]

Linjedragningen av Södra stambanan fastslogs till att gå genom Östergötland och inre delarna av Småland. Städerna längs med södra östersjökusten saknade därför koppling till järnvägsnätet. Växjö anslöts till Södra stambanan 1865 när Växjö - Alvesta Järnväg (WAJ) färdigställdes. Två bolag, Karlskrona–Växjö Järnväg och Kalmar järnväg, bildades för utbyggnaden till Karlskrona och Kalmar.
Uppdraget att staka ut järnvägen gick 1864 till ingenjören Theodor Weman. Emmaboda kom att bli platsen där banan förgrenades i en del mot Karlskrona och i en andra del mot Kalmar. Stationen blev banans mittpunkt med 57 kilometer åt Växjö, Kalmar och Karlskrona. Platsen var en del av Gantesbo by men fick namn efter grannbyn. Området för Emmaboda station var dock en mosse. Vattnet i markerna krävde en omfattande utdikning av området. Under Wemans utredning av linjedragningen framkom svårigheter i terrängen i den kortaste och rakaste riktningen från Emmaboda mot Kalmar och två alternativ, ett sydligt och ett nordligt, togs fram. Det norra alternativet förbi bland annat Örsjö valdes med hänsyn till de betydande areella näringarna i området.
Arbetena med Karlskrona-Växjö Järnväg påbörjades den 18 december 1871 i Karlskrona och i april 1872 från Växjö. Banan mellan Karlskrona och Växjö stod klar 27 maj 1874.
Arbetena att bygga bandelen Emmaboda-Kalmar påbörjades 16 september 1872. Kung Oscar II och drottning Sofia deltog båda i invigningen av banorna. 5 augusti 1874 invigdes Växjö-Karlskrona, och 8 augusti invigdes Emmaboda-Kalmar.
De privata bolagen uppgick i Statens järnvägar efter att staten köpte bolagen mellan 1940 och 1941 i enlighet med 1939 års riksdagsbeslutet om statligt ägande av järnvägar.
Sträckan Emmaboda-Karlskrona, även känd som Emmabodabanan, rustades upp under tidigt 2010-tal och återinvigdes i december 2013.

## Persontrafik
Persontrafiken omfattar åtta linjer:
- Göteborg–Borås–Alvesta–Växjö–Kalmar, SJ regionaltåg
- Göteborg–Borås, Västtrafik
- Kalmar–Emmaboda, länstrafik med Krösatågen
- (Köpenhamn–Malmö–Hässleholm–)Alvesta–Växjö–Kalmar, Öresundståg
- Emmaboda–Karlskrona, länstrafik med Krösatågen
- (Jönköping–)Värnamo–Alvesta–Växjö, länstrafik med Krösatågen
- (Jönköping–Nässjö–)Alvesta–Växjö, länstrafik med Krösatågen
- Växjö–Alvesta(–Hässleholm), länstrafik med Krösatågen (ny trafik 15 december 2015)

### Göteborg–Kalmar
Sedan den 11 januari 2009 trafikeras kust-till-kust-banan mellan Göteborg och Kalmar av lokdragna tåg som körs av SJ AB. Tågen har konceptet SJ Regional. Tågsätten består vanligtvis av 4-5 vagnar med numreringen 2-6. Tåg till Göteborg har alltid vagn 2 först och tåg till Kalmar har alltid vagn 2 sist. Resan tar cirka 4 timmar. Serveringen ombord är borttagen sedan 1 september 2014.

#### Historia
Från 1994 till runt år 2000 trafikerades banan av tågtypen X2-2/2-1. X2-2/2-1 var en enklare variant av X 2000 med färre vagnar, enklare inredning och den saknade bistrovagn. Tågtypen hade populärnamnet X 200. Mellan år 2000 och 2002 körde SJ loktåg på sträckan. Åren 2002-2007 körde man med tågtypen X32. X32 var en X31 som används i Öresundståg med inredning anpassat för längre sträckor, som 2007-2008 byggdes om till modellen X31. Från tidtabellsskiftet i juni 2007 och fram till sommaren 2008 trafikerades sträckan i huvudsak av tågtypen Regina. Dessa hade inredning av normal Reginatyp, anpassad för kortare sträckor, bland annat 5 säten i bredd. Samtidigt som man körde Regina på sträckan, så gick även ett loktåg på banan till Kalmar på fredagarna, med retur söndag eftermiddag, övriga dagar i veckan övernattade tågsättet i Växjö. När Reginatågen försvann från banan körde man i ett halvår med X31 (ofta kallade Öresundståg, men i detta fall ingick de inte i Öresundstågtrafiken).

### Göteborg–Borås
På sträckan Göteborg–Borås går regionaltrafik av tågtyperna X11/X12/X14 men även Reginatåg används, cirka hälften av Västtrafiks tio dagliga avgångar mellan städerna trafikeras av Regina-motorvagnar sedan 18 augusti 2013. Det går tio tåg per dag och riktning (plus SJ:s regionala tåg). Efterfrågan bland resenärer är mycket hög och sedan december 2010 går därför även ett stort antal bussar varje dag. Bussarna är dubbeldäckare och går snabbare än tågen, på grund av motorväg och färre stopp (två mellanliggande stopp för bussarna; sex för tågen).
Trafikverket planerar för en ny järnväg med dubbelspår mellan Göteborg och Borås, med en ny station vid Landvetter flygplats .

### Köpenhamn–Alvesta–Kalmar
Sträckan Köpenhamn–Malmö–Alvesta–Kalmar trafikeras med tågtypen X31, som en del av trafikkonceptet Öresundståg. Resan tar ca 3 h 49 minuter, och det går 13 tåg/riktning/dag. Söder om Alvesta går tågen på Södra stambanan. På sträckan Alvesta–Kalmar håller tåget en hastighet på mellan 120 och 150 km/h.[källa behövs] På Södra stambanan håller tåget 180 km/h, liksom delvis mellan Emmaboda och Kalmar.

### Emmaboda-Karlskrona
Emmabodabanan rustades upp 2011-2014 med nya signaler, kontaktledningar, stängning av plankorsningar med mera och trafiken återinvigdes 2014. Sedan dess kör länstrafik mellan Karlskrona C och Emmaboda station med uppehåll i Bergåsa, Holmsjö och Vissefjärda. Hela sträckan tar 38 minuter att åka enligt tidtabell. Genomgående trafik från Karlskrona mot Alvesta och Göteborg har inte körts under 2010-talet men förekom tidigare, ofta med att tågen från Göteborg delades i Emmaboda mot Kalmar eller Karlskrona.

## Godstrafik
Det finns en del godstrafik, särskilt väster om Alvesta. Bland annat går systemtåg (hela tåg för en kund) för Volvo Personvagnar mellan Göteborg och Olofström via Alvesta och banan Älmhult–Olofström. Det går också tåg sex gånger i veckan med containrar mellan Göteborgs hamn och Vaggeryd via Värnamo.
I Karlskrona finns anslutning till Verköbanan vid Gullberna som är tänkt att användas för godstrafik till hamnen i Verkö. Banan byggdes i samband med att Verkö byggdes under 1970-talet och rustades upp med kontaktledning 2011-2013. För närvarande förekommer ingen reguljär godstrafik, bland annat för att plankorsningen med Riksväg 28 inte får användas vid rusningstid och att Verköbanan endast ansluter från Karlskrona C när den mesta godstrafiken kommer från Blekinge Kustbana eller Emmabodabanan.

## Källförteckning

### Trycka källor
- Elofsson, Ingmar (2013). Järnvägen i sydostregionen genom åren -Carlskrona-Wexiö Jernväg den viktigaste komponenten. ISBN 978-91-637-4381-8